# 圣索沃尔拉萨涅
圣索沃尔拉萨涅（法語：Saint-Sauveur-la-Sagne，法語發音：[sɛ̃ sovœʁ la saɲ]）是法国多姆山省的一个市镇，属于昂贝尔区。

## 地理
圣索沃尔拉萨涅（45°23'41"N, 3°40'0"E）面积7.74 平方千米，位于法国奥弗涅-罗讷-阿尔卑斯大区多姆山省，该省份为法国中南部省份，北起阿列省接壤，东临卢瓦尔省，南至上盧瓦爾省和康塔爾省，西接科雷兹省和克勒兹省。
与圣索沃尔拉萨涅接壤的市镇（或旧市镇、城区）包括：拉沙佩勒热内斯特、多朗日、迈尔、诺瓦塞勒、圣阿利尔达尔朗。

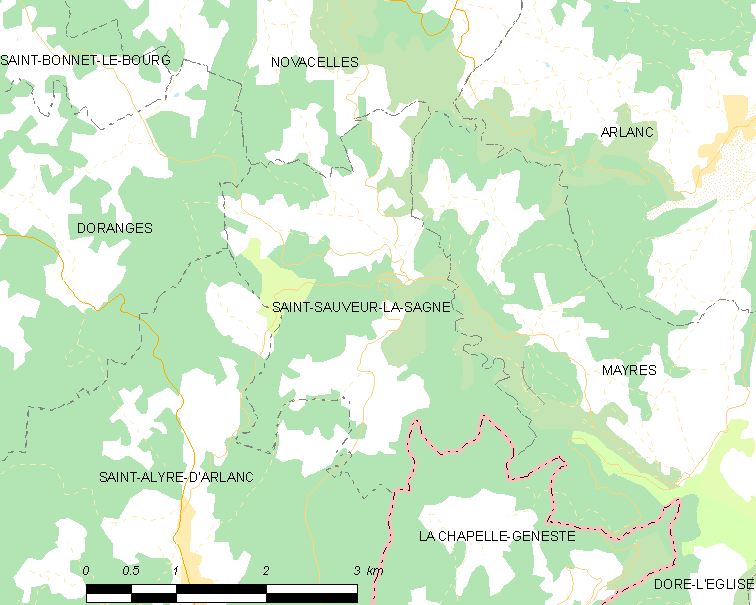
圣索沃尔拉萨涅的OSM定位图

圣索沃尔拉萨涅的时区为UTC+01:00、UTC+02:00（夏令时）。

## 行政
圣索沃尔拉萨涅的邮政编码为63220，INSEE市镇编码为63398。

## 政治
圣索沃尔拉萨涅所属的省级选区为昂贝尔县。

## 人口

1962-2008年间圣索沃尔拉萨涅人口变化图示

圣索沃尔拉萨涅于2022年1月1日时的人口数量为83人。